# Sand, Umeå kommun
Sand är en småort i Umeå kommun. Orten ligger cirka 7 kilometer söder om Umeå centrum. 

## Historia
Först omkring 1820-talet innebar landhöjningen en uppgrundning av nuvarande Sand och i början av 1900-talet kan man på kartor se att Sand, Lillsand och Hedmansgrundet byggts upp och att Sand separerats från fastlandet genom en älvfåra med namnet Mellandjupet/ Kodjupet. Sand bands samman med fastlandet då Mellandjupet/Kodjupet grundades genom landhöjningen och sedimenteringen. 
När grusvägen Sandvägen byggdes i byn fyllde man med jordmassor och då bröts vattengenomströmningen. I samband med flottningen av virke i Umeälven från Baggböle sågverk till Holmsund, en sträcka på cirka 20 kilometer, gjordes ett stopp vid Sand. För detta ändamål byggdes en stenkista.
Området Sand i östra delen av Degernäs, började bebyggas med sommarstugor redan på 1920-talet.
Festplatsen på Sand har sedan 1920-talet varit ett utflyktsmål för umebor. Det var en nöjesplats med allt från chokladhjul till prickskytte och spelautomater. Stora och välbesökta motorbåtstävlingar vid namn "Sandregattan" hölls på denna plats. 

## Samhället
De flesta av de tidigare sommarstugorna har omvandlats till åretruntbostäder, medan andra stugor ersätts av nybyggnationer med villastandard. Det finns ett hundratal fastigheter i detta område, med ca 70% permanentboenden år 2015. Majoriteten av fastigheterna är arrenden (tomtuthyrning) via markägaren Degernäs samfällighet (hyresvärd). Området är inte detaljplanelagt. Längst ner efter Sandvägen finns en spång över till Mittituvan som används för att komma till Obbolavägen.
Vägunderhåll och vattendistribution sköts av Sands Samfällighet. Festplatsen arrenderas idag av Sands villaförening. Dansbanan är Umeås äldsta bevarade dansbana.
Sveaskog, genom Svenska Skogsplantor AB, bedriver ett kommersiellt fröplantage i Sand.
SCA Obbola bedriver kommersiell verksamhet i Sand med en pumpstation för intag av processvatten till Obbolafabriken.